# Francesc de Carreras
 (janvier 2023).
Si vous disposez d'ouvrages ou d'articles de référence ou si vous connaissez des sites web de qualité traitant du thème abordé ici, merci de compléter l'article en donnant les références utiles à sa vérifiabilité et en les liant à la section « Notes et références ».
Francesc de Carreras Serra, né en 1943 à Barcelone (Catalogne, Espagne), est un juriste espagnol. Il est professeur des universités de droit constitutionnel à l'Université autonome de Barcelone. Il est le fils de Narcís de Carreras.

## Biographie
Militant antifranquiste, il rejoint en 1967 le Partit Socialista Unificat de Catalunya (PSUC) qui était dans la clandestinité le parti de gauche le plus actif à cette époque. Après le rétablissement de la démocratie, il considère que le PSUC dérive vers la nationalisme catalan en se fondant dans la coalition Iniciativa per Catalunya Verds et il décide de quitter cette formation en 1986.
Francesc de Carreras travaille comme juriste pour la Generalitat de Catalogne entre 1981 et 1998. Il écrit des articles pour des quotidiens tels que El País, El Periódico de Catalunya et La Vanguardia. Il est membre du conseil de rédaction de plusieurs revues académiques : Revista Española de Derecho Constitucional, Revista de Estudios Políticos, Revista Europea de Derechos Fundamentales, Revista de Derecho Constitucional Europeo et Revista Catalana de Dret Públic.
Francesc de Carreras est le secrétaire général de l'Université autonome de Barcelone (1980-1981) et directeur du département de sciences politiques et droit public à la faculté de droit de cette université (2001-2004).
Son attitude critique face à la dérive nationaliste des grands partis de gauche en Catalogne, aussi bien l'ancien Partido Socialista Unificado de Cataluña (PSUC) comme le Partido de los Socialistas de Cataluña (PSC), l'ont amené à participer dans diverses initiatives civiques et politiques. En 1996, il participe activement à l'instauration du Foro Babel aux còtés d'autres intellectuels comme Félix Pérez Romera, Miguel Riera, ou José Ribas. L'activité de ce forum, articulée autour de ses deux manifestes publiés en 1997 et 1998, consiste à défendre le bilinguisme en Catalogne, empêcher l'instrumentalisation politique par les nationalistes de la langue et de la culture catalanes, signaler la complicité des partis de gauche dans l'hégémonie croissante du nationalisme, ainsi que fomenter un nouveau modèle de citoyenneté, ouvert et flexible, capable d'intégrer harmonieusement le catalan et l'espagnol dans l'espace public catalan. Le rôle prépondérant de Francesc de Carreras au sein du Foro Babel et son engagement civique sont récompensés en 1998 avec le IV Prix à la tolérance (Asociación por la Tolerancia de Barcelona).
Avec l'arrivée de Pasqual Maragall à la présidence de la Generalitat en 2003, à la tête d'une coalition tripartite (PSC, ICV et ERC), la classe politique catalane a pour objectif principal la réforme du Statut d'autonomie de la Catalogne. La dérive nationaliste des partis de gauche, en particulier du PS catalan, et la crispation suscitée à l'intérieur et à l'extérieur de la Catalogne sur le débat statutaire amènent Francesc de Carreras à s'unir à d'autres intellectuels tels que Arcadi Espada, Albert Boadella, Félix Ovejero, Félix de Azúa ou Iván Tubau, pour un appel à la société catalane où ils constatent l'éloignement de la classe politique des vrais problèmes sociaux et demandent aux citoyens de se mobiliser pour créer un nouveau parti capable de dépasser l'obsession identitaire et nationaliste où est tombée la vie politique catalane.
Le Manifiesto por un nuevo partido político ("Manifeste pour un nouveau parti politique") est présenté le 7 juin 2005 et entraîne la création de la plateforme (puis association)  Ciutadans de Catalunya / Ciudadanos de Cataluña dans laquelle Francesc de Carreras, avec Espada et Boadella, joue un grand rôle. Cette association demande de voter Non lors du référendum en 2006 sur le nouveau statut d'autonomie. Cette association se transforme vite en parti (Ciudadanos - Partido de la Ciudadanía) qui se constitue officiellement en juillet 2006. Lors des premières élections auxquelles se présente Ciutadans en novembre 2006, Francesc de Carreras prend symboliquement la dernière place (no 85) de la liste du parti dans la province de Barcelone. Il intervient dans de nombreuses réunions du parti. Sa participation à l'action "Cataluña somos todos" ("Nous sommes tous la Catalogne") du 31 octobre 2009, est particulièrement remarquée.